# Robert T. Orr
Robert Thomas Orr (* 17. August 1908 in San Francisco, Kalifornien; † 23. Juni 1994 in Larkspur, Kalifornien) war ein US-amerikanischer Wirbeltierzoologe, Naturforscher und Mykologe.

## Leben
Orr war eines von drei Kindern von Robert H. und Agnes K. Orr. Sein Vater war Arzt und förderte ein anfängliches Interesse an der Natur. Sein Großvater besaß eine Ranch in Tehama County, wo Orr Wirbeltiere sammelte. Nach seinem Highschool-Abschluss schrieb sich Orr an der University of San Francisco ein, wo er 1929 den Bachelor of Science erwarb. Durch seinen Lehrer George Haley, der ein persönlicher Freund von Joseph Grinnell war, wurde Orr als Student an der University of California, Berkeley, aufgenommen, wo er 1931 unter der Leitung von Grinnell seinen Masterabschluss mit der Arbeit Comparative natural history of Central Californian cottontail and brush rabbits erlangte.
Zu dieser Zeit war E. Raymond Hall am Museum of Vertebrate Zoology (MVZ) tätig und engagierte Orr für Feldstudien über die Säugetiere Nevadas, die Hall 1946 unter dem Titel Mammals of Nevada im Verlag U. C. Press veröffentlichte. Orr verband eine Freundschaft mit dem Ornithologen Alden Holmes Miller, der nach Grinnells Tod Direktor des MVZ werden sollte. Auf Exkursionen mit Miller erlernte Orr die Feldornithologie, mit der er sich während seiner gesamten Karriere befasste. 1935 nahm er eine Stelle als Wildtierbiologe beim National Park Service an. 1937 wurde er mit der Dissertation Systematics and natural history of Californian hares and rabbits (family Leporidae), die sich mit den Hasen und Kaninchen Kaliforniens befasst, unter der Leitung von Grinnell zum Ph.D. an der University of California, Berkeley promoviert.
1936 begann Orrs Zusammenarbeit mit der California Academy of Sciences, als er zum Assistenzkurator in der Abteilung für Ornithologie und Mammalogie ernannt wurde. 1973 wurde er mit der Fellow’s Medal der Akademie ausgezeichnet.
Obwohl Orr sich vor seiner Dissertation hauptsächlich mit Landsäugetieren beschäftigte, konzentrierte sich sein Forschungsinteresse an der Akademie auf Meeressäugetiere. Zudem veröffentlichte er zahlreiche Arbeiten sowohl im Bereich der Ornithologie als auch der Säugetierkunde.
Von 1945 bis 1975 war er Kurator an der California Academy of Sciences. Auf Wunsch von George Edmund Lindsay, den er bei der Wahl zum Direktor der Akademie unterstützt hatte, übernahm er 1964 zusätzlich die administrative Aufgabe des stellvertretenden Direktors. Dadurch war er gezwungen, seine Lehrtätigkeit an der University of San Francisco zu beenden, wo er 1942 als Assistant Professor für Biologie begann und 1955 zum ordentlichen Professor befördert wurde. Nach seiner Pensionierung im Jahr 1975 wurde er zum leitenden Wissenschaftler und emeritierten Kurator der California Academy of Sciences ernannt.
Orrs Bibliografie beläuft sich auf 267 Titel. Nur etwa einer von zehn Titeln wurde in Zusammenarbeit mit anderen Autoren verfasst, darunter drei Bücher über Pilze mit seiner ersten Frau Dorothy Bowen und ein Buch über die Wildblumen des westlichen Nordamerikas mit seiner zweiten Frau Margaret Cunningham Orr, die er 1972 heiratete. Sie hatten eine Tochter. Orr verfasste zudem ein Lehrbuch über die Biologie der Wirbeltiere, das erstmals 1961 veröffentlicht wurde und dessen letzte, fünfte Auflage 1981 erschien. 1935 beschrieb er die Unterart Sylvilagus bachmani macrorhinus des Strauchkaninchens und 1964 in Zusammenarbeit mit John Stuart Rowley den Blauscheitelkolibri (Eupherusa cyanophrys).
Orr wurde von einer Reihe wissenschaftlicher Gesellschaften und Naturschutzorganisationen als Fellow und Ehrenmitglied geehrt, darunter die American Association for the Advancement of Science, die American Ornithologists’ Union und der Explorers Club of New York. Von 1945 bis 1950 war er Protokollführer, von 1953 bis 1954 war er Vizepräsident und von 1958 bis 1960 war er Präsident der American Society of Mammalogists. Zudem war er Mitglied der American Mycological Association, der Society of Systematic Zoology, der Cooper Ornithological Society, der Australian Mammal Society, der National Audubon Society, der Pacific Northwest Bird and Mammal Society, der Save-the-Redwoods League, der Wasmann Biological Society, der Biological Society of Washington, der Oregon Mycological Society, der San Francisco Mycological Society, der San Francisco Zoological Society sowie bei Sigma Xi und Phi Sigma.
Orrs Forschungsarbeiten umfassten Studien über Robben, Seelöwen und Wale entlang der kalifornischen Küste. Neben seiner Arbeit im Bereich der Säugetierkunde und Ornithologie galt Orr auch als Experte für Wildpilze. Er war dafür bekannt, dass er in den feuchten Küstenwäldern von Mendocino County, Kalifornien, Exkursionen zur Pilzsuche leitete. Orr war von 1976 bis 1977 Präsident der Pacific Division der American Association for the Advancement of Science. Er starb am 23. Juni 1994 in seinem Haus in Larkspur, Kalifornien, im Alter von 86 Jahren nach langer Krankheit.